# Demofilo Fidani
Pour les articles homonymes, voir Fidani.
Demofilo Fidani, né à Cagliari le 8 février 1914 et mort à Rome le 4 avril 1994, est un réalisateur, scénariste, chef décorateur et acteur italien.

## Biographie
Marié à Mila Vitelli Valenza, Demofilo Fidani a été très prolifique dans sa réalisation de westerns spaghetti,
« Entre 1968 et 1973, le cinéaste va réaliser une bonne douzaine de westerns ineptes, généralement tournés dans des prairies ou des terrains vagues non loin de Rome, parfois même dans des carrières, où, de temps à autre, on peut remarquer des traces de pneus de camions ».
Son style est celui d'un « prêteur sur gages ». Il utilise dans ses titres des noms de héros connus (Butch Cassidy, Macho Callaghan, Django et Sartana) pour faire passer commercialement des films de type alimentaire. On a stigmatisé son manque d'originalité et son peu d'attention à la continuité des scénarios.
De ce fait, on le considère comme « le pire réalisateur de westerns ». Ce qui lui a valu le surnom de « Ed Wood du western spaghetti ».
En sus des westerns spaghetti, il a donné dans le film de mafia (La Chaise électrique), le Tarzanide avec Karzan, le maître de la jungle (détournement du personnage de Tarzan, avec dans le rôle titre [Karzan], un acteur utilisant le pseudonyme de « Johnny Kissmuller Jr » - Armando Bottin pour l'état-civil,), le giallo (Caresses à domicile), l'érotique (Maîtresse à tout faire (it)) ou comédie légère (La prof est experte en langues (it)).
Les acteurs avec lesquels il a le plus travaillé sont Hunt Powers (alias Jack Betts), Gordon Mitchell, Jeff Cameron, Ettore Manni et Klaus Kinski.
Fidani s'est aussi consacré à la peinture et sur le tard, à l'ésotérisme.

## Pseudonyme
Il a utilisé de nombreux pseudonymes pour signer ses films : Slim Alone, Danilo Dani, Nedo De Fida, Miles Deem, Lucky Dickinson, Dino Fidani, Nedo Fidano, Dennis Ford, Sean O'Neal, Demos Philos ou Dick Spitfire.

## Filmographie

### Réalisateur
- 1967 : Prie et creuse ta tombe (Prega Dio... e scavati la fossa !), coréalisé avec Edoardo Mulargia[5]
- 1968 : Étranger, signe-toi (Straniero... fatti il segno della croce !)
- 1968 : Et maintenant, recommande ton âme à Dieu (Ed ora... raccomanda l'anima a Dio)
- 1969 : El Sartana, l'ombre de ta mort (Passa Sartana... è l'ombra della tua morte)
- 1969 : La Chaise électrique (Sedia elettrica)
- 1969 : Quatre pour Sartana (...E vennero in quattro per uccidere Sartana !)
- 1969 : Django et Sartana (Quel maledetto giorno d'inverno... Django e Sartana all'ultimo sangue)
- 1970 : Sartana, si ton bras gauche te gêne, coupe-le (Arrivano Django e Sartana... è la fine)
- 1970 : Sartana le redoutable (Inginocchiati straniero... I cadaveri non fanno ombra !)
- 1971 : Nevada Kid (Per una bara piena di dollari)
- 1971 : Macho Callaghan se déchaîne (Giù la testa... hombre)
- 1971 : Haut les mains, salauds (Giù le mani… carogna)
- 1971 : Sam Wallash, on l'appelle Ainsi soit-il (Era Sam Wallash!... Lo chiamavano... E così sia!)
- 1971 : Son nom est Pote (Il suo nome era Pot... ma... lo chiamavano Allegria)
- 1972 : Karzan, le maître de la jungle (Karzan, il favoloso uomo della jungla)
- 1973 : Caresses à domicile (A.A.A. Massaggiatrice bella presenza offresi...)
- 1973 : Le Conseiller du parrain (La legge della Camorra)
- 1973 : Ta tombe est prête, Sartana ! (Amico mio, frega tu... che frego io!)
- 1975 : Furia nera (it)
- 1976 : La prof est experte en langues (it) (La professoressa di lingue)
- 1976 : Maîtresse à tout faire (it) (Calde labbra)

### Décorateur
- 1965 : Les Plaisirs dangereux (Una voglia da morire) de Duccio Tessari
- 1966 : Intrigue à Suez (Un colpo da mille miliardi) de Paolo Heusch
- 1967 : Poker au colt (Un poker di pistole) de Giuseppe Vari
- 1975 : L'educanda de Franco Lo Cascio